# Tamara Szakirowa
Tamara Halimowna Szakirowa (ros. Тамара Халимовна Шакирова; ur. 1955, zm. 2012) – radziecka i uzbecka aktorka filmowa. Zasłużona Artystka Uzbeckiej SRR.
Ukończyła taszkiencki Instytut Teatralny. Jej córka Rayhon jest piosenkarką.

## Wybrana filmografia
- 1969: Pod palącym słońcem
- 1970: Bez strachu
- 1972: Semurg – ptak szczęścia
- 1980: Dzieci Leningradu
- 1982: Ogniste drogi